# 남양초등학교 (경북)
남양초등학교는 대한민국 경상북도 울릉군에 있는 초등학교다.

## 학교 연혁
- 1934년 10월 25일 남양공립보통학교 개교
- 1937년 3월 25일 제1회 졸업식
- 1938년 4월 1일 남양공립심상소학교(교명 변경)
- 1941년 4월 1일 남양공립국민학교(교명 변경)
- 1945년 11월 6일 구암분교장 인가
- 1950년 5월 20일 통구미분교장 인가
- 1959년 4월 4일 통구미국민학교 승격 인가
- 1967년 8월 4일 구암국민학교 승격 인가
- 1978년 3월 1일 구암분교장 편입
- 1989년 3월 1일 통구미분교장 본교 편입
- 1996년 3월 1일 남양초등학교로 명칭 변경
- 2000년 2월 29일 구암분교장 및 통구미분교장 폐교
- 2008년 2월 21일 태하분교장 편입
- 2012년 3월 1일 태하분교장 통폐합

## 참고 자료
- 남양초등학교 - 한국교육학술정보원 학교알리미